# Viviers-sur-Chiers
Viviers-sur-Chiers é uma comuna francesa na região administrativa de Grande Leste, no departamento de Meurthe-et-Moselle. Estende-se por uma área de 16,24 km². Em 2010 a comuna tinha 684 habitantes (densidade: 42,1 hab./km²).